# Addis Zemen
Addis Zemen (amharisch አዲስ ዘመን, deutsch Neue Ära) ist eine seit den 1960er Jahren bestehende Tageszeitung, die in der Demokratischen Bundesrepublik Äthiopien erscheint. 
Die Zentrale der täglichen Zeitung befindet sich in der Hauptstadt Addis Abeba. Sie gibt ihre Exemplare in der Amtssprache des Bundes, Amharisch, heraus und wird gleichzeitig als nationale Presse im gesamten Bundesgebiet publiziert.
Ursprünglich – unter dem Regiment von Mengistu Haile Mariam in der Demokratischen Volksrepublik Äthiopien ab 1987 – war Addis Zemen die offizielle Parteizeitung der Arbeiterpartei Äthiopiens.
Seit dem Sturz dieser Herrschaftsform durch die Revolutionäre Demokratische Front der Äthiopischen Völker im Jahr 1991 ist sie keine kommunistische Parteizeitung mehr, steht jedoch weiterhin unter der Kontrolle der Regierung.